# 市川兵衛
市川 兵衛（いちかわ ひょうえい、1955年11月13日 - ）は、千葉県出身の男性俳優。劇団俳小、優企画を経て宝井プロジェクトに所属。身長168cm。体重65kg。血液型はB型。

## 出演

### 映画
- ウルトラマンコスモスVSウルトラマンジャスティス THE FINAL BATTLE（2003年） - イケヤマ管理官 役
- うちゅうさん（2004年） - 又兵衛 役 ※自主映画
- 紀子の食卓（2006年）

### テレビドラマ
NHK
- 本日も晴天なり（1981年 - 1982年）
- チョッちゃん（1987年）
- さわやか3組（1987年 - 2009年）
- 夢暦長崎奉行（1996年）
- 中学生日記 サヨナラを言う前に（2003年）

日本テレビ
- 大竹しのぶのああ! この愛なくば・頑張っせよ邦ちゃん（1980年）
- 新宿暴走救急隊（2000年）

TBS
- ポーラテレビ小説 マリーの桜（1980年）
- 幕末青春グラフィティ 福沢諭吉（1985年）
- 教習所物語（1999年）
- あなたの人生お運びします! 第7話「名古屋嫁入り大騒動の巻」（2003年）
- TAKE FIVE〜俺たちは愛を盗めるか〜 第8話「宝塚スターから盗め男と女戦い」（2013年） - 五十嵐敦 役
- Good News ※放送時期不明

フジテレビ
- 翼をください!（1996年） - 安西 役
- ルーキー!（2001年）
- 救命病棟24時 第3シリーズ 第8話「神の手はあきらめない!」（2005年）
- 新・風のロンド（2006年）
- ハマの静香は事件がお好き Episode5 〜高級絵画に秘められた殺人の謎…仮面夫婦の悲しき運命と綿密に仕組まれた罠 便利屋探偵最大危機（2008年）
- ブルーモーメント 第4話（2024年）
- 最後の鑑定人 第1話（2025年7月9日） - 川村浩一郎 役[1]

テレビ朝日
- 恋は戦い! 第5話「せつない恋してますか?」（2003年）

テレビ東京
- ブースカ! ブースカ!!（1999年） - 猪熊寅巳 役

毎日放送
- ウルトラマンコスモス（2001年 - 2002年） - イケヤマ 役

### バラエティー番組
- ひげよさらば（1984年 - 1985年）
- 歴史みつけた（1988年 - 1995年）

### Vシネマ
- あやまり屋稼業（1997年） - 白川三郎 役

### 舞台
- アイスアンドメン ※デビュー作
- 蒼き狼
- 島の内あんどん
- パリ歌舞伎亭
- 人のフリン見て…

### CM
- 大塚化学・「あ! あれたべよ」
- 北海道電力

## その他
- ヨーン・ガブリエル・ボルクマン（2009年） - 舞台監督